# Тадеуш Ружевич
Таде́уш Руже́вич (пол. Tadeusz Różewicz; 9 жовтня 1921, Радомсько — 24 квітня 2014, Вроцлав) — польський поет, прозаїк, драматург і сценарист. Один із найвідоміших у світі сучасних польських письменників, лауреат численних премій (зокрема, Літературної премії Європейського Союзу, 2008), почесний доктор кількох університетів Польщі. Член академій мистецтв Німеччини — Баварської (1981) та Берлінської (1987). Член Польської академії знань.
|  | «Найвидатніший поет епохи заглади — ідеологічної та системи цінностей, який редукує образ світу до індивідуального образу особистості» . |

Мартін Ешлін у книзі «Театр абсурду» (англ. Theatre of the Absurd) поряд з Славомиром Мрожеком та Тадеушем Кантором зараховує Ружевича до представників театру абсурду. Як представник «покоління Колумбів», Ружевич-поет відомий своєю «оголеною», аскетичною лірикою.

## Життєпис
Батьки Тадеуша Ружевича (Владислав Ружевич і Марія Стефанія Гельбард) переїхали в Радомсько відразу ж після Першої світової війни.
Тадеуш був другим сином у сім'ї. Старшим братом був Януш, що згодом став поетом, молодшим — Станіслав, згодом кінорежисер та сценарист.
Старший брат був першим наставником Тадеуша. Він публікував свої перші вірші в газетах, листувався з Юзефом Чехович та Казимиром Вежінським, а також став переможцем поетичного конкурсу журналу «Польска збройна».
Почав друкуватися з 17 років.
У роки Другої світової війни (1942) закінчив підпільну школу підхорунжих. У 1943-1944 разом із братом Янушем брав участь у партизанському русі в складі Армії Крайової. Під час війни нелегально вийшла друком його перша книга «Лісове відлуння». Брата стратили гестапівці в 1944 році.
Після закінчення війни, отримавши атестат про закінчення школи (1945), Ружевич вступив до Ягеллонського університету (Краків), де протягом 4 років вивчав історію мистецтв.
У 1945—1946 роках Ружевич різко і безповоротно пішов «від себе вчорашнього», позбувся всіх політичних ілюзій, пов'язаних з довоєнною Польщею. Досвід Другої світової війни залишив незгладимий слід на всій його творчості і знайшов віддзеркалення в його творах як тема кризи комунікації. В 1947 році виходить його перша поетична збірка «Неспокій».
До часу свого дебюту як драматурга (1960) Ружевич уже був визнаним поетом, автором 12 віршованих збірок. Відтоді письменник створив понад півтора десятка п'єс, що стало успішним продовженням його поетичної та прозової творчості. У драматургії Ружевич створив п'єси без дії, героєм яких виступає звичайна людина. Ружевич-драматург створив новий, відмінний від попередників «драматургічний алфавіт»:

Я знав, що <…> повинен відбутися big bang, великий вибух. <…> Я знав, що в результаті нічого не зроблю, поки не порозкидаю вусебіч усі ці старі іграшки, кубики, не викину їх і не намагатимуся скласти з них щось абсолютно нове ціле. Саме це я усвідомив при роботі над «Картотекоюи». А також усвідомлював імовірність повної поразки.

1968 — в зв'язку зі своєю літературною діяльністю Ружевич переїхав із Гливиць (де мешкав від 1949 року) до Вроцлава, де прожив решту життя.
2003 — у Польщі почало виходити багатотомне зібрання творів Тадеуша Ружевича. Różewicz T. Utwory zebrane. W 12 T. (Proza (T. I—III). Dramat (T. IV—VI). Poezja (T. VII—X). Matka odchodzi (T. XI). Nasz starszy brat (T. XII). Wrocław. 2003—2006.

## Постановки в Україні
П'єса «Стара пані висиджує» Ружевича з'явилася в Польському народному театрі у Львові у середині 1960-х років — Збіґнєв Хшановський двічі працював з нею (сценографія Євгена Лисика). У постановці Хшановського з'явилася моновистава у виконанні Лариси Кадирової. Версія п'єси вийшла у постановці Ірини Волицької на акторку Лідію Данильчук в «Театрі у кошику».

## Бібліографія

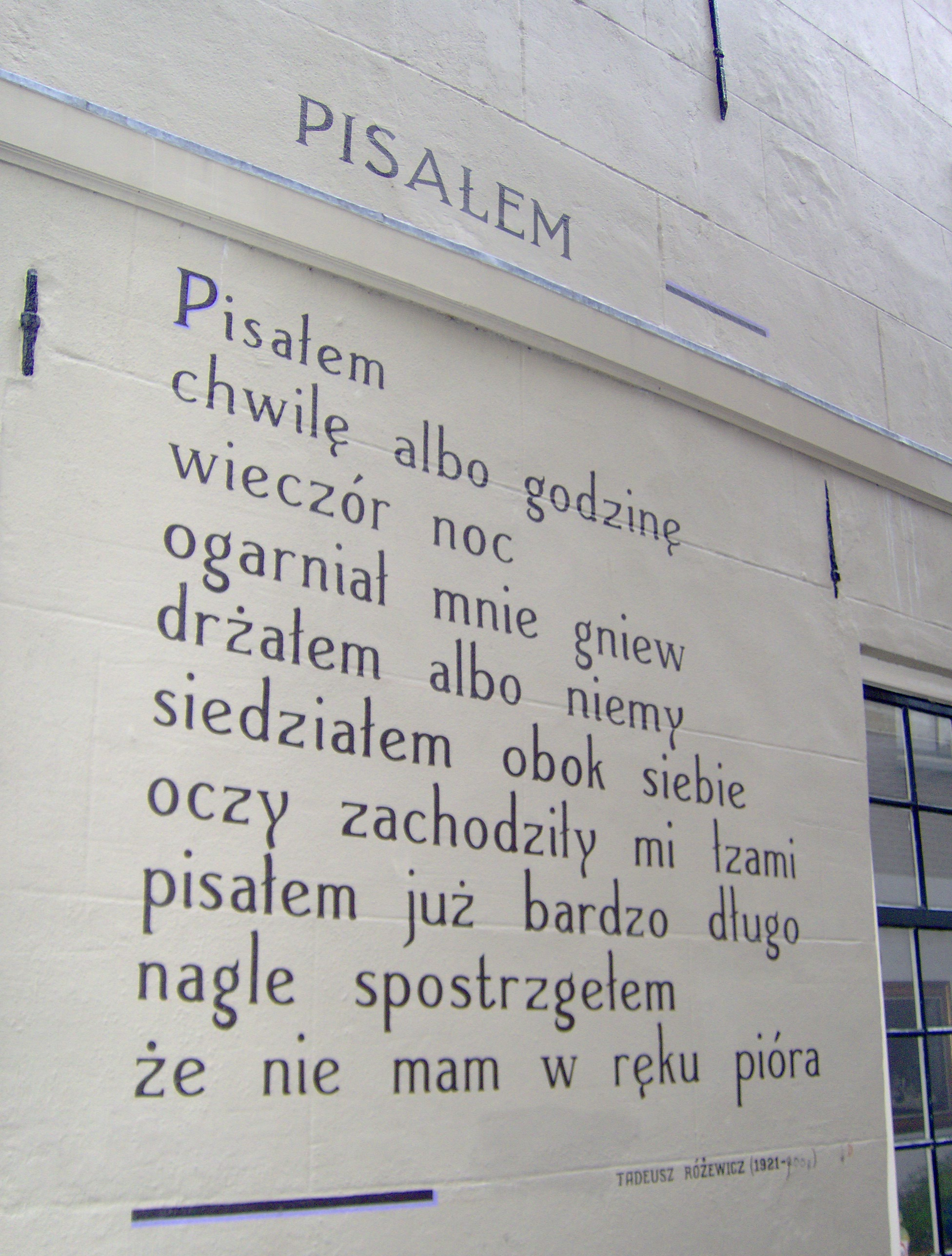
Вірш Тадеуша Ружевича на стіні в Лейдені

### Поезія
Основні збірки, видані в Польщі:
- Лісові відлуння (пол. Echa leśne; 1944; збірник, різні жанри)
- Неспокій (пол. Niepokój; 1947)
- Червона рукавичка (пол. Czerwona rękawiczka; 1948)
- П'ять поем (пол. Pięć poematów; 1950)
- Час, який іде (пол. Czas, który idzie; 1951)
- Вірші й картини (пол. Wiersze i obrazy; 1952)
- Рівнина (пол. Równina; 1954)
- Срібний колос (пол. Srebrny kłos; 1955)
- Відкрита поема (пол. Poemat otwarty; 1956)
- Вибрана поезія (пол. Poezje zebrane; 1957)
- Форми (пол. Formy; 1958)
- Розмова з принцом (пол. Rozmowa z księciem); 1960)
- Зелена троянда (пол. Zielona róża; 1961
- Голос Аноніма (пол. Głos Anonima, 1961
- Ніщо в плащі Просперо (пол. Nic w płaszczu Prospera; 1963)
- Неспокій. Вибране 1945—1961 (пол. Wybór wierszy; 1963)
- Обличчя (пол. Twarz; 1964)
- Третє обличчя (пол. Twarz trzecia; 1968)
- Regio (1969)
- Збірка віршів (1971)
- Маленька душа (1977)
- Лісові відлуння (1985; перевидання збірки 1944)
- Поезія. Т. 1-2 (пол. Poezje; 1988)
- Рельєф (пол. Płaskorzeźba; 1991)
- Завжди фрагмент (пол. Zawsze fragment; 1996)
- Завжди фрагмент. Recycling (пол. Zawsze fragment. Recycling; 1998)
- Ножик професора (пол. Nożyk profesora; 2001)
- Сіра сфера (пол. Szara strefa; 2002)
- Вихід (пол. Wyjście; 2004)
- Посмішки (пол. Uśmiechy; 2005)
- Купи кота в мішку (work in progress) (пол. Kup kota w worku (work in progress)); 2008)

### Проза
- У ложці води (пол. W łyżce wody; 1946)
- Листівки з Угорщини (пол. Kartki z Węgier; 1953)
- Опале листя з дерев (пол. Opadły liście z drzew; 1955
- Усмішки (пол. Uśmiechy; 1955)
- Перерваний іспит (пол. Przerwany egzamin; (1965)
- Екскурсія до музею (пол. Wycieczka do muzeum; 1966)
- Смерть у старих декораціях (пол. Śmierć w starych dekoracjach; 1970)
- Підготовка до авторського вечора (пол. Przygotowanie do wieczoru autorskiego; 1971)
- Душенька (поема в прозі) (пол. Duszyczka; 1977)
- Спроба реконструкції (пол. Próba rekonstrukcji; 1979)
- Проза. Т. 1-2 (пол. Proza; 1991)
- Наш старший брат (пол. Nasz starszy brat; 1992)
- Мати йде (пол. Matka otchodzi; 1999)

### Драматургія
- Картотека (Kartoteka; 1960)
- Група Лаокоона (Grupa Laokoona; 1961)
- Свідки, або Наша мала стабілізація (Świadkowie albo nasza mała stabilizacja; 1962)
- Перерваний акт (Akt przerywany; 1964)
- Смішний дідок (Śmieszny staruszek; 1964)
- Вийшов з дому (Wyszedł z domu; 1964)
- Спагеті і меч (Spagetti i miecz; 1964)
- Моя донечка (сценарій) (Moja córeczka (scenariusz filmowy); 1966)
- Стара жінка висиджує (Stara kobieta wysiaduje; 1966)
- Природний приріст (Przyrost naturalny; 1968)
- Театр непослідовності (Teatr niekonsekwencji; 1970)
- П'ять п'єс. (Райський садок та інші) (Pięć sztuk; 1970)
- Похорон по-польськи (Pogrzeb po polsku; 1971)
- Рачки (Na czworakach; 1971)
- Непорочний Мар'яж (Białe małżeństwo; 1974)
- Голодний іде геть (Odejście Głodomora; 1976)
- (Do piachu …; 1979)
- Театр. Т. 1-2 (Teatr; 1988)
- Мишоловка (Pułapka; 1989)
- Розкидана картотека (Kartoteka rorzucona; 1994)

## Нагороди, премії, почесні звання
- 1955 — державна нагорода II ступеня за збірку «Рівнина»[10]
- 1959 — літературна нагорода міста Краків
- 1962 — нагорода міністра культури і мистецтва I ступеня
- 1966 — премія Фонду Южиковського[pl]
- 1966 — державна нагорода I ступеня за творчі досягнення
- 1970 — премія літературного журналу Одра
- 1971 — премія визнання молодими поетами в журналі «Поезія[pl]»
- 1981 — державна нагорода Австрії за внесок у європейську літературу
- 1981 — член Баварської академії мистецтв
- 1987 — член Берлінської академії мистецтв
- 1991 — звання почесного доктора Вроцлавського університету
- 1994 — звання «Почесний житель міста Вроцлава»
- 1994 — Премія Сілезії (ФРН) в галузі культури
- 1997 — премія Польського ПЕН-клубу імені Яна Парандовського[pl]
- 1998 — лауреат премії міст-побратимів Торуня та Геттінгена ім. Самуеля Богуміла Лінди.
- 1999 — Вища нагорода Фонду культури[11][12]
- 1999 — звання почесного доктора Опольського університету
- 1999 — звання почесного доктора Сілезького університету в Катовицях
- 1999 — нагорода польського журналу в Парижі «Культура» ім. Зигмунта Герца[pl].[13]
- 1999 — нагорода Літературний лавр Сілезії[pl] за книгу «Мати йде»[pl], визнається читачами Сілезької бібліотеки[pl] в Катовицях
- 2000 — звання почесного доктора Ягеллонського університету
- 2000 — Премія Ніка за книгу «Мати йде»
- 2001 — звання почесного доктора Варшавського університету
- 2003 — міжнародна премія Лібрекс Монтале[it]
- 2004 — премія «Золота куля» від Wrocławska Izba Gospodarcza[pl]
- 2006 — звання почесного доктора Гданського університету
- 2006 — премія Польського фонду культури та банку Міленіум «Золотий жезл».[14]
- 2007 — звання почесного доктора Академії мистецтв у Вроцлаві
- 2008 — Літературна премія Європейського Союзу, Страсбург

## Українські переклади
Твори Ружевича українською перекладали Григорій Кочур, Юрій Щербак, Дмитро Павличко, Ярина Сенчишин, Станіслав Шевченко, Остап Сливинський, Анатолій Глущак, Василь Білоцерківський, Андрієвська Лариса.
- Ружевич Тадеуш. Вибрані вірші / Т. Ружевич ; упоряд., пер. і вступ.сл. Я. Сенчишин. — Львів: Каменяр, 1997. — 228 с
- Ружевич Т. Смерть у старих декораціях / Пер. з польської Ярина Сенчишин. — Львів: Літопис, 2007. — 148 с.
- Тадеуш Ружевич // «Антологія польської поезії», т. 2, переклади Юрія Щербака, К.: Дніпро, 1979, с. 363—379.
- Тадеуш Ружевич // «Польський літературний вітраж», переклади Анатолія Глущака, Одеса: Маяк, 2007, с. 45-59.
- Тадеуш Ружевич // «Тому що вони сущі», переклади Станіслава Шевченка та ін., Львів: Каменяр, 2005, с. 79-89.
- Тадеуш Ружевич. Між двома Картотеками. Вибрані драми (Картотека; Свідки, або Наша маленька стабілізація; Стара жінка висиджує; Непорочний шлюб; Розсипана картотека) / Пер. з польської Лариси Андрієвської. — Львів: Видавництво Анетти Антоненко, 2017—244 с.